# Pandanus utilis
Pandanus utilis é uma magnoliophyta da família Pandanaceae, introduzida no Brasil, nos Estados Unidos, em Madagáscar e outros países.